# Hoeve (Lingewaard)
De Hoeve is een buurtschap in de Nederlandse gemeente Lingewaard, gelegen in de provincie Gelderland. De Hoeve ligt binnen Huissen tegen Bergerden aan.
Dorpen: Angeren · Bemmel · Doornenburg ·  Gendt · Haalderen · Huissen · Ressen

Buurtschappen: Baal · Bergerden · Boerenhoek · Doornik · Flieren · Hoeve · Honderdmorgen · Hulhuizen · Kapel · Klein Baal · Kommerdijk · Looveer · De Pas (Bemmel) · De Pas (Doornenburg) · Sterreschans · Vossenpels (deels) · Het Zand · Zandheuvel · Zandvoort